# فلسطينيو الإمارات
فلسطينيو الإمارات، ويعرفون أيضاً الجالية الفلسطينية في الإمارات، وهم الفلسطينيون اللذين يقيمون على أرض الإمارات العربية المتحدة منذ أكثر من ثلاث عقود، حيث بدأ توافد أبناء الجالية الفلسطينية في بداية الستينات من القرن الماضي.

## عدد السكان
- يقدر عدد أفراد الجالية الفلسطينية في الفلسطينية في دولة الإمارات العربية المتحدة حسب المصادر ما بين 120-150 ألف شخص.

- يشكل حملة الوثائق الفلسطينية الصادرة من لبنان الأغلبية بين هؤلاء.

- تعتبر الجالية الفلسطينية من الجاليات المستقرة والفعالة في المجتمع كون أغلب أفرادها من المتعلمين ورجال الأعمال والحاصلين على مؤهلات أكاديمية.[2]

## طبيعة العمل
- يتوزع مجال عمل الجالية ما بين العمل في المجال الحكومي كموظفين، إداريين، ومهنيين، وهذا ينطبق على الجيل  الاول من أبناء الجالية.[3]

- مجال التعليم والصحة في الدوائر الحكومية، يعتبر الاكبر من حيث عدد العاملين من أبناء الجالية على  الصعيد الحكومي.

- قطاع البناء هو الأكبر من حيث عدد العاملين من أبناء  الجالية في القطاع الخاص.

- قطاع الصناعة.[4]

- قطاع المال ( البنوك ،  اسواق مالية ...).

- القطاعات المختلفة مثل العلاقات العامة الصحة، في العيادات الخاصة، ومجالات العمل الاخرى.

- يمتاز رجال الأعمال من أبناء الجالية بحضور قوى وبعدد كبير نسبياً في المؤسسات الاقتصادية الخاصة، ولكن تبقى الشريحة العظمى من الجالية هي من الطبقة الوسطى.

## الإقامة
من ناحية مكان الإقامة والعمل تتوزع تجمعات الجالية الفلسطينية في دولة الإمارات العربية المتحدة، على ثلاث إمارات رئيسية وهي إمارة أبوظبي والعين وإمارة دبي ، الشارقة ، والغالبية في إمارة أبو ظبي.

## السلك الدبلوماسي
بدأت العلاقات الفلسطينية الإماراتية الرسمية في عام 1968 عندما افتتح مكتب لمنظمة التحرير الفلسطينية في أبو ظبي.

## الإطار الجماهيري
- أبناء الجالية استطاعوا في بداية الانتفاضة الثانية من تشكيل لجان عمل جماهيرية إستجابة  لمتطلبات دعم صمود الأهل في فلسطين، وقد استطاعت هذه اللجان تقديم دعم  مادي جيد للجان العاملة في فلسطين وان يكون لها حضور مميز إعلامياً، ومن أهم هذه اللجان ما يلي:

- لجنة العمل لدعم الانتفاضة – دبي.

- اللجنة الاجتماعية الفلسطينية في ابوظبي.

## تنوع الجنسية
- تعتبر الجالية الفلسطينية في الإمارات بشكل خاص والخليج بشكل عام باختلاف وتنوع جنسية أبناء الجالية  حسب الوثائق الرسمية التي يمتلكونها " جوازات السفر " ومنها ( الاردن، لبنان، مصر، فلسطين،  سوريا، العراق، كندا، امريكا )، ومن دول أخرى.

- عدد كبير من أبناء الجالية الفلسطينية في دولة الإمارات العربية المتحدة يحملون جنسية من الدول المضيفة.

## فلسطينيو الإمارات العربية المتحدة والتطبيع
- بعد إعلان إتفاق التطبيع بين الإمارات وإسرائيل تأثر أبناء الجالية الفلسطينية في دولة الإمارات العربية المتحدة وخاصة في المناكفات الإعلامية ووسائل التواصل الاجتماعي.

- أكثر ما يثير القلق هو أنّ تصنّف الإنتقادات الموجهة لإعلان التطبيع على أنّها "إهانة وازدراء" للقيادة الإماراتية.

- تجريم هذه الإنتقادات باعتبارها جريمة تستوجب عقوبات مغلظة.[5]

## الموقف الدولي
- أكدت دولة الإمارات حق فلسطين بنيل العضوية الكاملة في الأمم المتحدة.

- قدرتها على تحمل مسؤوليات العضوية.

- وأن استيفاء فلسطين لمعايير العضوية حق راسخٌ لا لبس فيه، وعبرت الإمارات عن بالغ أسفها وخيبة أملها إزاء استخدام الولايات المتحدة حق النقض «الفيتو» ضد مشروع القرار الذي قدمته الجزائر لمجلس الأمن في أبريل الماضي نيابةً عن المجموعة العربية، والذي يوصي بحصول دولة فلسطين على العضوية الكاملة في الأمم المتحدة.[6]